# Irvingiaceae
Classification APG III (2009)
Famille
Les Irvingiaceae (les Irvingiacées) est une famille de plantes à fleurs dicotylédones de l'ordre des Malpighiales qui comprend 10 espèces réparties en 3 genres.
Ce sont des arbres, à feuilles alternes oblongues, des régions tropicales d'Afrique et d'Asie du Sud-Est.
Les graines d'Irvingia barteri servent à confectionner un beurre végétal.

## Étymologie
Le nom vient du genre type Irvingia donné en hommage à Edward Irving (en) (1816–1855) chirurgien britannique qui officia dans la Royal Navy et collectionneur de plantes.

## Classification
Dans la classification classique de Cronquist (1981) cette famille n'existe pas ; ses genres et espèces font partie des Simaroubacées et dans l'ordre des Sapindales.
La classification phylogénétique la situe dans l'ordre des Malpighiales.
La classification phylogénétique APG IV (2016) transfert dans cette famille le genre Allantospermum, auparavant classé dans les Ixonanthaceae.

## Liste des genres
Selon Angiosperm Phylogeny Website (11 décembre 2016) :
- genre Allantospermum (en) Forman
- genre Irvingia Hook.f.
- genre Klainedoxa Pierre ex Engl.

Selon NCBI (11 décembre 2016) et DELTA Angio (11 décembre 2016) :
- genre Desbordesia Pierre ex Tiegh.
- genre Irvingia Hook.f.
- genre Klainedoxa Pierre ex Engl.

## Liste des espèces
Selon NCBI (23 mai 2010) :
- genre Desbordesia
  - Desbordesia glaucescens
- genre Irvingia[8]
  - Irvingia excelsa - Afrique centrale
  - Irvingia gabonensis / Irvingia wombolu - Afrique ouest et centrale
  - Irvingia grandifolia - Afrique centrale
  - Irvingia malayana - Asie du sud-est
  - Irvingia robur - Afrique ouest et centrale
  - Irvingia smithii - Afrique ouest et centrale
  - Irvingia tenuinucleata - Afrique ouest et centrale
- genre Klainedoxa
  - Klainedoxa gabonensis